# La tavola (Cebete)
La tavola (in greco Πίναξ, Pinax) è un dialogo attribuito tradizionalmente al filosofo greco Cebete, discepolo di Socrate e personaggio dei dialoghi platonici Critone e Fedone.
L'opera è più probabilmente riferibile invece a un omonimo filosofo stoico originario di Cizico e contemporaneo di Marco Aurelio.
Il soggetto del dialogo è una ecfrasi, descrizione verbale di un'opera d'arte visiva, come ad esempio un quadro, una scultura o un'opera architettonica.
Nell'antichità per ringraziare un dio per aver ottenuto una grazia o per onorarlo i fedeli appendevano sugli alberi circostanti il santuario, o presso la sua statua o sull'altare del tempio tavolette di argilla o di legno con un foro per appenderle. Nell'opera di Teofrasto I caratteri si trova la descrizione di uno di questi ex-voto.

## Trama
Nel dialogo di Cebete  si narra  di due giovani che vedono, tra le offerte poste nel tempio dedicato a Crono, una tavola dipinta offerta di uno straniero discepolo di Pitagora e Parmenide. Non riescono a capire cosa rappresenti sino a quando giunge un vecchio che spiega loro i significati nascosti nei simboli rappresentati nel quadro che vuole essere un'allegoria del destino dell'anima umana, racchiusa in vari recinti contenuti uno nell'altro.

## Temi
L'opera è scritta in una lingua così semplice che fu la preferita per l'insegnamento del greco dal Rinascimento sino al XIX secolo. Vi si descrive il percorso dell'uomo saggio e virtuoso dal momento della nascita sino a quello in cui, nella ricerca della sapienza e della virtù, raggiunge la felicità mostrando nel contempo i fallimenti di quelli che si fanno attrarre dai vizi e dall'affidamento alla fortuna.
La tavola dovrebbe rimandare all'impostazione pitagorica di Cebete ma in realtà appare un'opera tipica della morale ellenistica con influenze platoniche, ciniche e stoiche.
L'opera, molto apprezzata dagli umanisti come Giraldi e Grozio, è citata anche da Vico, Campanella e Leopardi ed è stata invece nel tempo successivo del tutto dimenticata.

## Traduzioni in italiano
- Agostino Mascardi, Discorsi morali di Agostino Mascardi su la tauola di Cebete Tebano, Venezia, ad instanza di Girolamo Pelagallo, 1627. URL consultato il 9 marzo 2019.
- Giuseppe Maria Pagnini, La Tavola di Cebete Tebano, Parma, Giambattista Bodoni, 1793.
- Gasparo Gozzi, Il Quadro di Cebete Tebano,volgarizzato con alcune brevi dichiarazioni, Venezia, Modesto Fenzo, 1780.
- Carlo Faà di Bruno, La tavola di Cebete Tebano, Savona, Tip. vescovile e comunale di Miralta, 1862. URL consultato il 9 marzo 2019.
- Demetrio Livaditi, La tavola di Cebete Tebano recata di greco in italiano da Demetrio Livaditi, Reggio Emilia, Stefano Calderini, 1874. URL consultato il 9 marzo 2019.
- La tavola di Cebete. Testo greco a fronte a cura di Alessandro Barbone, Napoli, La Scuola di Pitagora, 2010.
- Walter Lapini, La Tavola di Cebete e la vittoria sui vizi (22.2), in: Omaggio a Sebastiano Timpanaro («Sileno» 39), La Spezia 2013, pp. 233–237.
- Onofrio Gargiulli, La Tavola di Cebete Tebano, Napoli, Stamperia del Valentino, 2021.